# Intendente de la región de Magallanes y de la Antártica Chilena
El Intendente de la Región de Magallanes y de la Antártica Chilena fue la autoridad designada por el presidente de la República para ejercer el gobierno de la Región de Magallanes y de la Antártica Chilena, Chile, como su representante natural e inmediato en dicho territorio. Además participaba en la administración de la región, como órgano que integraba el Gobierno Regional de Magallanes y Antártica Chilena.

## Historia
El antecesor directo del cargo del intendente regional de Magallanes es la figura del gobernador del territorio de Magallanes y posteriormente intendente de la provincia de Magallanes. Durante el proceso de regionalización iniciado en 1974, la antigua provincia de Magallanes fue transformada en la actual Región de Magallanes y de la Antártica Chilena.
Una reforma constitucional del año 2017 dispuso la elección popular del órgano ejecutivo del gobierno regional, creando el cargo de gobernador regional y estableciendo una delegación presidencial regional, a cargo de un delegado presidencial regional, el cual representa al poder ejecutivo y supervisa las regiones en conjunto a los delegados presidenciales provinciales. Tras las primeras elecciones regionales en 2021, y desde que asumieron sus funciones los gobernadores regionales y delegados presidenciales regionales, el 14 de julio de 2021, el cargo de intendente desapareció en dicha fecha mencionada, siendo Jennifer Rojas García su última titular.

## Intendentes de la Región de Magallanes y de la Antártica Chilena (1974-2021)

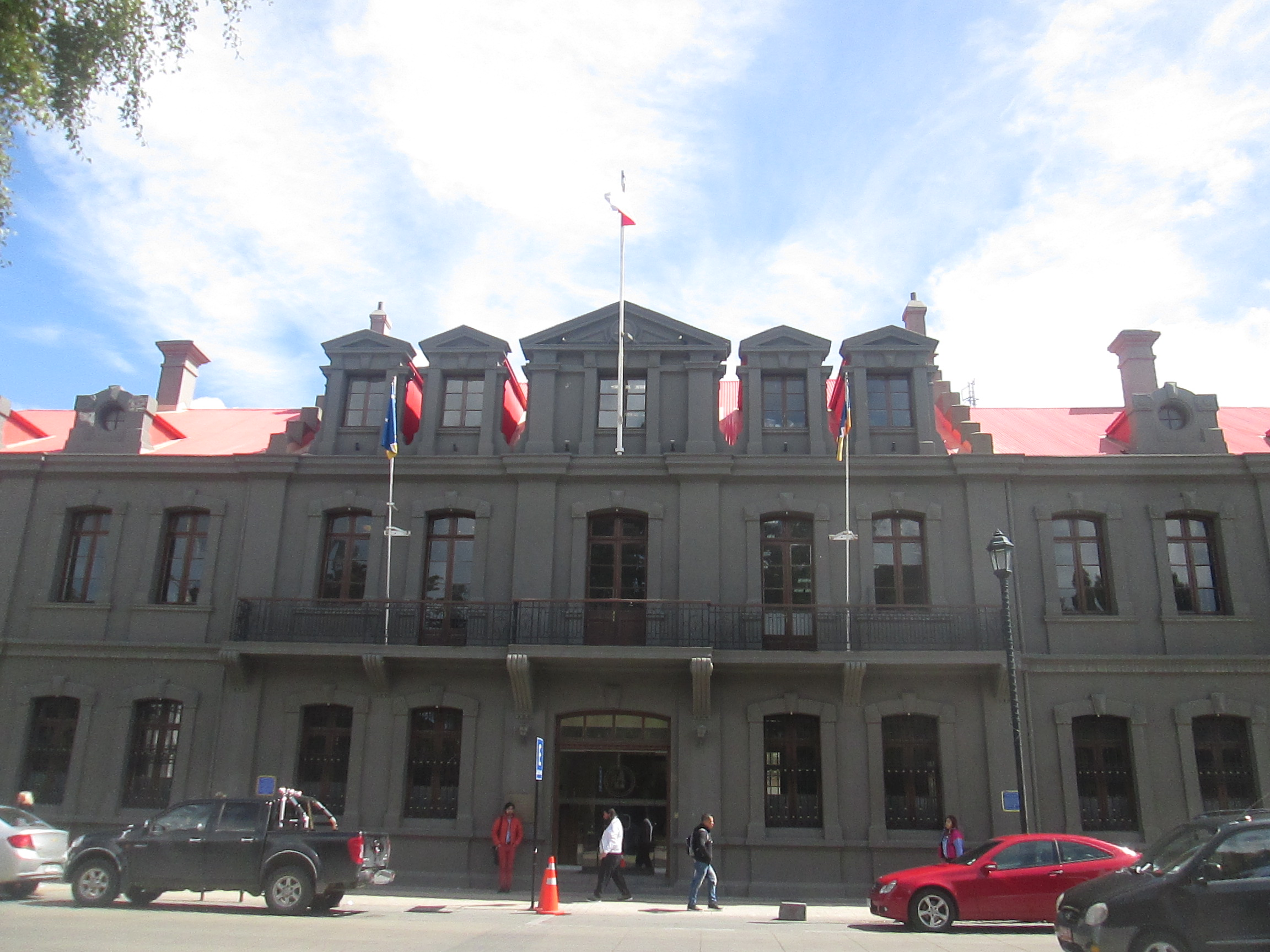
Edificio patrimonial donde funcionaba la Intendencia y el Gobierno Regional de Magallanes, ubicado en la cara poniente de la Plaza Muñoz Gamero.

| Titular                       | Partido | Partido  | Inicio                   | Final                    | Presidente | Presidente                 |
| ----------------------------- | ------- | -------- | ------------------------ | ------------------------ | ---------- | -------------------------- |
| Augusto Lutz Urzúa            |         | Militar  | 19 de julio de 1974      | 28 de noviembre de 1974  |            | Augusto Pinochet Ugarte    |
| Washington Carrasco Fernández |         | Militar  | 15 de enero de 1975      | 11 de febrero de 1977    |            | Augusto Pinochet Ugarte    |
| Nilo Floody Buxton            |         | Militar  | 11 de febrero de 1977    | 15 de febrero de 1979    |            | Augusto Pinochet Ugarte    |
| Sergio Covarrubias Sanhueza   |         | Militar  | 15 de febrero de 1979    | 28 de diciembre de 1981  |            | Augusto Pinochet Ugarte    |
| Juan Guillermo Toro Dávila    |         | Militar  | 28 de diciembre de 1981  | 19 de diciembre de 1984  |            | Augusto Pinochet Ugarte    |
| Luis Danús Covián             |         | Militar  | 19 de diciembre de 1984  | 19 de diciembre de 1986  |            | Augusto Pinochet Ugarte    |
| Claudio López Silva           |         | Militar  | 19 de diciembre de 1986  | 23 de marzo de 1988      |            | Augusto Pinochet Ugarte    |
| Mario Navarrete Barriga       |         | Militar  | 23 de marzo de 1988      | 24 de noviembre de 1988  |            | Augusto Pinochet Ugarte    |
| Patricio Gualda Tiffaine      |         | Militar  | 24 de noviembre de 1988  | 21 de diciembre de 1989  |            | Augusto Pinochet Ugarte    |
| Alejandro González Samohod    |         | Militar  | 22 de diciembre de 1989  | 9 de marzo de 1990       |            | Augusto Pinochet Ugarte    |
| Roque Scarpa Martinich        |         | PDC      | 11 de marzo de 1990      | 11 de marzo de 1994      |            | Patricio Aylwin Azócar     |
| Ricardo Salles González       |         | ¿?       | 11 de marzo de 1994      | 11 de marzo de 2000      |            | Eduardo Frei Ruiz-Tagle    |
| Nelda Panicucci Bianchi       |         | PS       | 11 de marzo de 2000      | 1 de julio de 2001       |            | Ricardo Lagos Escobar      |
| Raúl Hein Bozic               |         | PS       | 1 de julio de 2001       | 7 de abril de 2003       |            | Ricardo Lagos Escobar      |
| Jaime Jelincic Aguilar        |         | PRSD     | 7 de abril de 2003       | 11 de marzo de 2006      |            | Ricardo Lagos Escobar      |
| Eugenia Mancilla Macias       |         | PDC      | 11 de marzo de 2006      | 9 de diciembre de 2008   |            | Michelle Bachelet Jeria    |
| Mario Maturana Jaman          |         | PDC      | 9 de diciembre de 2008   | 11 de marzo de 2010      |            | Michelle Bachelet Jeria    |
| Liliana Kusanovic Marusic     |         | Ind-UDI  | 11 de marzo de 2010      | 25 de abril de 2011      |            | Sebastián Piñera Echenique |
| Arturo Storaker Molina        |         | UDI      | 25 de abril de 2011      | 9 de agosto de 2012      |            | Sebastián Piñera Echenique |
| Mauricio Peña y Lillo Correa  |         | UDI      | 27 de agosto de 2012     | 10 de septiembre de 2013 |            | Sebastián Piñera Echenique |
| Claudio Radonich Jiménez      |         | RN       | 11 de septiembre de 2013 | 11 de marzo de 2014      |            | Sebastián Piñera Echenique |
| Jorge Flies Añón              |         | Ind-PRSD | 11 de marzo de 2014      | 11 de marzo de 2018      |            | Michelle Bachelet Jeria    |
| Christian Matheson Villán     |         | Ind.     | 11 de marzo de 2018      | 10 de julio de 2018      |            | Sebastián Piñera Echenique |
| María Teresa Castañón         |         | RN       | 11 de julio de 2018      | 12 de febrero de 2019    |            | Sebastián Piñera Echenique |
| José Fernández Dübrock        |         | Ind.     | 13 de febrero de 2019    | 22 de septiembre de 2020 |            | Sebastián Piñera Echenique |
| Jennifer Rojas García         |         | RN       | 22 de septiembre de 2020 | 14 de julio de 2021      |            | Sebastián Piñera Echenique |